# Casa d'Àngel Giner
La Casa d'Àngel Giner situada al carrer Major, 4 de la localitat de Vinaròs (Baix Maestrat) és un edifici destinat a habitatge i comerç construït en l'any 1915. L'edifici fa cantó amb dos carrers i consta de tres plantes incloent la baixa. En la planta baixa es desenvolupa l'ús comercial i els accessos, les plantes superiors es destinen a ús residencial.

## Descripció
Compositivament es destaca la diferència entre els diferents nivells, la planta baixa es resol amb importants buits verticals que arriben fins al sòl, sobre una façana de marcada teixidura per les canals horitzontals i amb un sòcol de pedra que actua com base. Les plantes d'habitatges es resolen amb buits verticals situats a eix sobre els anteriors que s'obren a balconades de ferro colat molt treballats amb motius florals. Aquest tram de façana remata en una fina cornisa que separa el parament i serveix com línia d'arrencada de l'ampit de coberta. Aquest ampit dibuixa una línia ondada d'obra que en els rebaixos es completa amb barana metàl·lica.
El cos més destacat per la seva potència és el mirador en cantó el·líptic. Aquest volum resol d'una manera molt correcta la intersecció d'ambdós plànols de façana alhora que permet un ampli camp visual des de l'interior. El mirador acabat en fusta defineix l'eix principal de l'edifici sota com se situa l'accés principal. En la part superior de la porta d'accés se situa l'anagrama de la casa sostingut per dos àngels i en la part superior del mirador s'inscriuen les inicials de l'amo de la casa. El mirador es rematava amb una cúpula avui desapareguda.